# Literal (programa de televisió)
Literal va ser un programa literari de TVE-Catalunya. Es va estrenar el 1992 i va estar presentat pel cantant Raimon. Hi van passar personalitats del món del llibre com Maria Barbal, Félix de Azúa, Néstor Luján, José Hierro, José Agustín Goytisolo, Joaquim Molas, Manuel Vázquez Montalbán, Jesús Montcada o Joan Fuster, a qui hi va fer una de les seues darreres entrevistes.

## Premis
- Premi Òmnium Cultural de Comunicació (1992)[4]